# Synagogue Beth Sholom
La synagogue Beth Sholom se trouve à Elkins Park, dans la banlieue de Philadelphie (Pennsylvanie).
Beth Sholom signifie en hébreu "Maison de la Paix". C'est la seule synagogue conçue par le célèbre architecte Frank Lloyd Wright.
Elkins Park est une banlieue cossue à prédominance juive, avec quelques familles  afro-américaines, irlandaises et coréennes.

## La communauté
La communauté a initialement établi sa synagogue en 1919 à Logan, un quartier de Philadelphie, avant de déménager dans les années 1950 dans la banlieue de Philadelphie où elle se trouve actuellement.

### Rabbins
- 1919-1964 – Rabbin Mortimer J. Cohen
- 1964-2000 - Rabbin Aaron Landes
- 2000-2003 - Rabbin Gershon Schwartz
- 2003-2004 - Rabbin Frederic Kazan (intérim)
- 2004-.... - Rabbin David Glanzberg-Krainin

### Chantres
Shalom Katz a officié en tant que chantre (hazzan) au sein de la congrégation de 1947 à 1957.

## Le bâtiment
En septembre 1953, la congrégation Beth Sholom mandate le célèbre architecte Frank Lloyd Wright pour concevoir leur nouvelle synagogue, ce qu'il accepte. Il soumet ses plans à la direction de la congrégation en mars 1954. Ceux-ci sont approuvés avec enthousiasme et Wright est chargé alors de la construction du nouvel édifice. Le bâtiment est terminé et consacré le 20 septembre 1959 quelques mois après le décès de Wright.
Il est évident que la nouvelle synagogue, très riche en symbolisme juif, nécessite une interprétation. Wright, qui est le fils d'un pasteur unitarien, a une connaissance approfondie de la Bible. Il est de plus guidé dans son travail par les conseils du rabbin Mortimer J. Cohen qui au travers du génie de Wright cherche à incorporer dans ce bâtiment de nombreux symboles importants du judaïsme.

### L'extérieur
Avec ses murs inclinés en escalier en verre armé translucide et en plastique, le bâtiment se projette vers le ciel comme un "Mont Sinaï lumineux" (selon les termes même de Wright). Pendant la journée, l'intérieur est illuminé  par la lumière naturelle pénétrant au travers des murs translucides. Pendant la nuit, le bâtiment entier brille de la lumière intérieure artificielle.

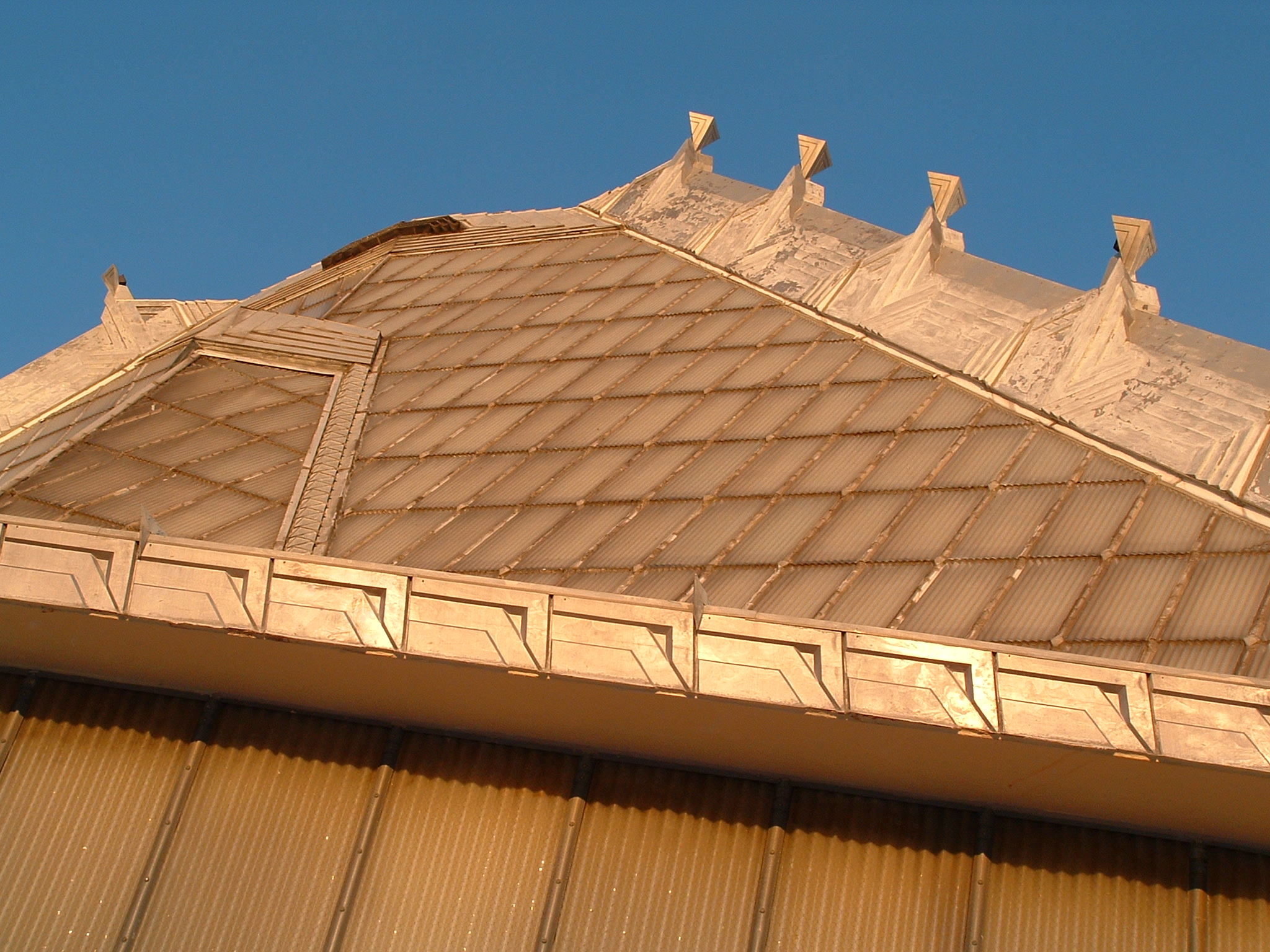
Le toit de la synagogue au coucher du soleil

Vu de l'extérieur, le bâtiment évoque véritablement une montagne malgré ses matériaux modernes comme le béton, l'acier, l'aluminium et le verre. Comme le Mont Sinaï, la synagogue parait basse avec un sommet plat qui la fait ressembler à une tente. Sur chacune de ses trois grandes arêtes, l'architecte a placé un chandelier à sept branches stylisé, visible de toute part.
L'entrée de la synagogue est recouverte d'un auvent ayant la forme de mains déployées prêtes à accueillir les fidèles.
En face de la synagogue, et éloignée d'environ 8 mètres, se trouve une fontaine avec un bassin d'ablution en cuivre. Ce type de bassin était destiné dans les jours anciens à se laver les mains avant de pénétrer dans la synagogue pour l'office et le sacrifice. Cette jolie fontaine avec son eau courante est un symbole de pureté en entrant dans ce lieu de prière.

### Le petit oratoire
Du centre du vaste vestibule descend un escalier menant à une petite synagogue où peuvent prendre place environ 250 personnes. Une Arche sainte en noyer noir occupe le mur est et contient sept rouleaux de Torah. Deux grands chandeliers à sept branches, en aluminium, conçus par Wright lui-même se trouvent de chaque côté de la Bimah (l'autel). Le mobilier unique a aussi été dessiné par Wright.
La lampe éternelle (Ner Tamid) pend au-dessus de l'Arche sainte. Elle est en fer forgé et représente la tour de la synagogue en miniature.

### La synagogue principale
On rentre du vestibule dans la synagogue principale par deux escaliers à faible pente.
La synagogue principale est suffisamment grande pour accueillir 1062 personnes. Les sièges sont placés de façon circulaire autour de l'autel qui avance dans la salle, de façon que les gens situés d'un côté de la synagogue puissent voir les gens situés de l'autre côté.
Dominant la scène, la magnifique Arche sainte en noyer noir d'Amérique, avec des portes bordées de verre. L'Arche sainte contient dix rouleaux de la Torah.
Au-dessus de l'Arche, une énorme décoration en aluminium et verre, appelée "Les Ailes" représente une dramatisation du sixième chapitre du Livre d'Isaïe, où le jeune prophète décrit sa vision de la présence de Dieu entouré de Chérubin et de Séraphin.
La lampe éternelle faite de verre rouge est maintenue par les ailes des anges.
Un chandelier polychrome pend du plafond avec douze sources d'éclairage correspondant aux douze Tribus d'Israël.

### L'hommage
Le 4 avril 2007, le bâtiment a été inscrit par le Département de l'Intérieur sur la liste des National Historic Landmarks (Monuments Historiques) en raison de "son importance dans l'histoire de l'architecture américaine". La tour pyramidale en verre renforcé, construite dans les années 1950, symbolise deux métaphores dominantes - la tente et la montagne – pour transmettre le sens du sacré. Cette réalisation est reconnue comme une des œuvres nationales les plus importantes réalisées par Wright au cours de sa longue et féconde carrière.
Il est aussi inscrit sur la liste éditée par l'American Institute of Architects comme l'un des 17 bâtiments américains à préserver comme exemple de la contribution de Wright à l'architecture moderne des États-Unis.